# سامیت (میسیسیپی)
سامیت (به انگلیسی: Summit) شهرکی در ایالت میسیسیپی کشور ایالات متحده آمریکا است که جمعیت آن در سرشماری سال ۲۰۱۰ میلادی، ۱٬۷۰۵
نفر بوده‌است.